# Bataanhalvön

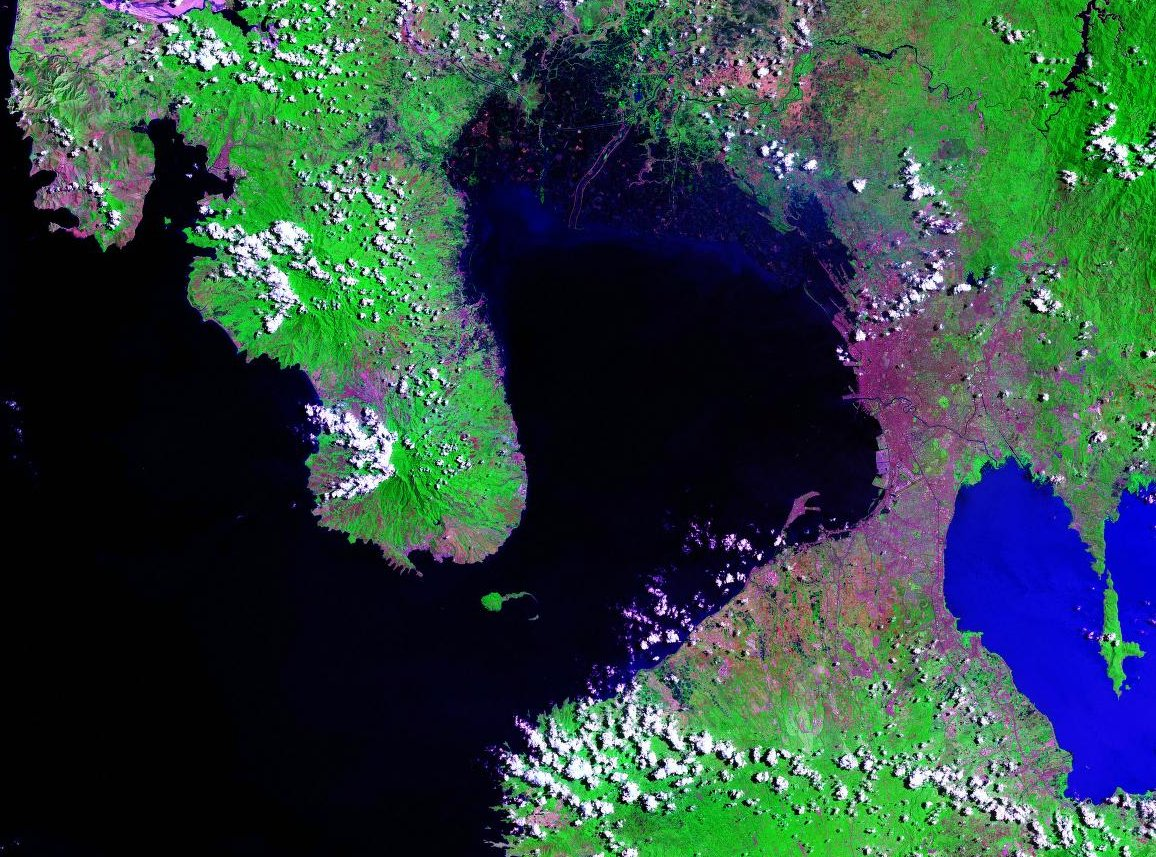
Bild över området Manilabukten-Laguna de Bay. Bataanhalvön kan ses i den centrala delen, mellan Subic Bay och Manilabukten.

Bataanhalvön är en stenig förlängning av Zambalesbergen på Luzon i Filippinerna. Det skiljer Manilabukten från Sydkinesiska havet. På halvön är Mount Natib (1253 m) belägen i norr och Marivelesbergen i söder, som inkluderar Mount Samat. Provinsen Bataan är belägen på denna halvö. Under andra världskriget ägde Dödsmarschen från Bataan rum på Bataanhalvön.